# Bushmen Riders
Bushmen Riders MC (BRMC) är en svensk MC-klubb bildad 1976 i Bergeforsen. 
Klubben är mest känd för att arrangera Deltaträffen, som idag är Sveriges största motorcykelträff arrangerad av en klubb. Bushmen Riders MC:s huvudverksamhet är att vara till allmännytta och via detta försöka verka för bättre trafiksäkerhet. Detta betyder också att en betydande mängd av medlemmarna också är medlemmar i Sveriges Motorcyklister.